# Волнянский, Григорий Матвеевич
Григорий Матвеевич Волнянский (15 февраля 1921 — 30 октября 1941 года) — советский офицер, артиллерист, участник Великой Отечественной войны.
30 октября 1941 года командир взвода зенитных 85-мм орудий 6-й батареи 732-го зенитного артиллерийского полка лейтенант Г. М. Волнянский одним из первых принял бой с наступавшими на Тулу танками немецкой 2-й танковой армии. Погиб в этом бою. По советским данным, всего взводом Г. М. Волнянского было подбито 14 немецких танков, остальные отступили. Посмертно награждён орденом Ленина.

## Биография
Родился 15 февраля 1921 года в селе Глинск Сумской области (ныне Украина). Украинец. Отец и дед Григория — также родом из этого же села. С детства любил читать. Огромное впечатление произвела на него книга Н. А. Островского «Как закалялась сталь».
Летом 1936 года, после начала гражданской войны в Испании, как и многие его сверстники, подал заявление с просьбой отправить его на фронт в Испанию. Получив отказ, занялся военным делом: вступил в Осоавиахим, стал «Ворошиловским стрелком», сдал нормы на значок ГТО. Весной 1939 года, после окончания средней школы, поступил в Киевский индустриальный институт. Член ВЛКСМ.
Будучи студентом химико-технологического факультета, с первого курса был призван в РККА Киевским РВК. Стал курсантом Первого Ленинградского артиллерийского училища, позднее перевёлся в Сумское артиллерийское училище, по окончании которого в 1941 году направлен в 732-й зенитный артиллерийский полк, базировавшийся в Туле.
С началом Великой Отечественной войны воевал в 732-м зенитном артиллерийском полку, участник обороны Тулы.
28 октября 1941 года два зенитных 85-мм орудия 6-й батареи под командованием лейтенанта Г. М. Волнянского были установлены на танкоопасном направлении в городе Тула. По воспоминаниям военного корреспондента П. И. Трояновского, незадолго до первой атаки вермахта на позиции зенитчиков приезжал бригадный комиссар К. Л. Сорокин, который провёл краткий митинг, смысл которого сводился к тому, что сил для нормальной обороны нет, подкреплений нет, противник наступает, но «ни одного вражеского танка не пропустить к Туле — вот ваша святая задача!». Зенитчики, таким образом, должны были поддерживать оборону 156-го полка НКВД. Кроме того, здесь же был закопан в землю танк КВ-1 с неработающим двигателем, предположительно, последний танк 11-й танковой бригады или 108-й танковой дивизии.

### Бой зенитчиков против танков

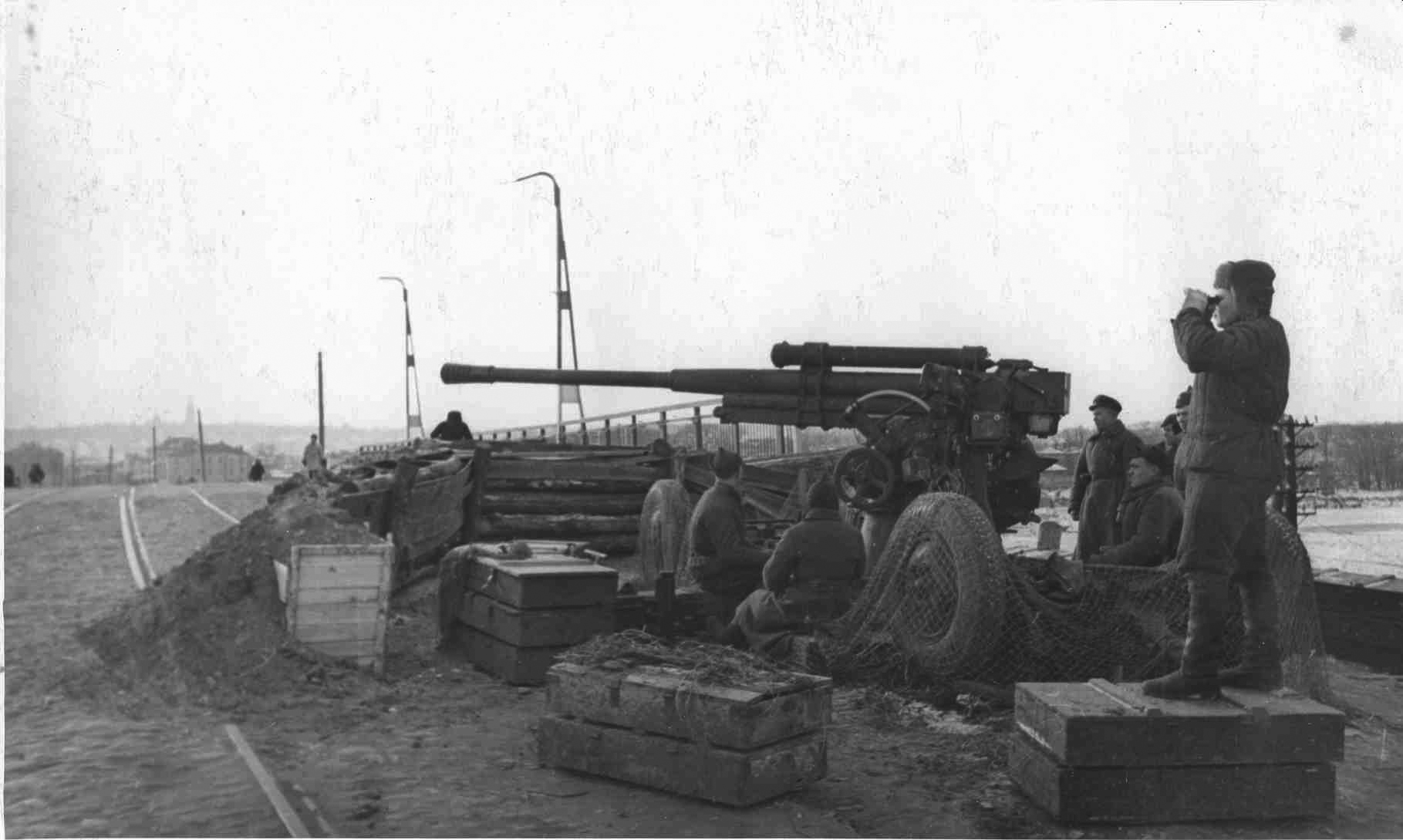
85-мм зенитное орудие 52-К 6-й батареи на Пролетарском мосту в Туле (октябрь 1941)

30 октября 1941 года в 6:30 командир взвода лейтенант Г. М. Волнянский принял бой с наступавшими на Тулу со стороны Орловского шоссе танками 2-й танковой армии (ударная боевая группа полковника Г. Эбербаха — нем. Kampfgruppe Eberbach) в количестве до 50 машин. Слева от шоссе (в сторону нынешнего КСЦ «Пионер») — орудие политрука Михаила Сизова, справа — лейтенанта Григория Волнянского. Во второй линии обороны находились ещё два орудия, которые по воспоминаниям М. И. Сизова, предполагалось использовать для противовоздушной обороны, однако в ходе боя, когда передовые орудия были уничтожены, их пришлось выкатить на замену.
По воспоминаниям бывшего командира 732-го зенитно-артиллерийского полка противовоздушной обороны М. Т. Бондаренко, «используя своё численное и техническое превосходство, враг пытался 29 октября с ходу овладеть Тулой. Для этой цели он выделил 5—6 бронемашин, 12—15 танков и 5—6 автомашин с пехотой». По воспоминаниям очевидца событий В. И. Пудовеева, немецкие танки беспрепятственно проследовали по Орловскому шоссе к позициям взвода Волнянского, поскольку не сработали мины, установленные советскими сапёрами на шоссе.
По воспоминаниям политрука М. И. Сизова, разгорячённый боем Волнянский командовал организованно, без растерянности, несмотря на то, что «даже дышать временами было трудно» из-за дыма и гари от беспрестанно раздававшихся взрывов. По его словам, «двигались танки группами с интервалом 500—600 метров. Стреляли наугад, так как осевший туман ещё прикрывал передний край обороны».
Личный состав советских расчётов понёс большие потери: практически все зенитчики были ранены, многие убиты. Некоторые немецкие танки смогли подойти на 50—70 метров и вели прямой обстрел расчётов зениток. Григорий Волнянский погиб во время второй атаки в 8:50.
По советским данным, в двух атаках взводом Г. М. Волнянского было подбито 14 немецких танков, остальные отступили. Посмертно награждён орденом Ленина. Вместе с Г. М. Волнянским за бои того дня были награждены командир орудия Ф. Н. Никитенко, красноармеец И. И. Беспалов, командир орудия М. Г. Казак, красноармеец А. В. Волокиткин, заместитель политрука В. Ф. Шейко, политрук М. И. Сизов и командир батареи М. Н. Зайцев. Оборонительные позиции лейтенанта Г. М. Волнянского были в итоге захвачены немецкими войсками, а зенитные орудия выведены из строя. В ночь на 31 октября старшина батареи 732-го зенитного артиллерийского полка сержант Ф. Н. Горелик во главе группы бойцов под обстрелом вывез два зенитных орудия (которые были впоследствии отремонтированы) и около 200 снарядов к ним. За это был награждён орденом Красной Звезды.
С 30 октября по 2 ноября 1941 года продолжались ожесточённые бои за Тулу, однако попытка немцев овладеть городом с ходу не удалась. Также провалились попытки овладеть Тулой путём обхода подошедшими пехотными соединениями. Благодаря своевременному вмешательству вышедших из окружения остатков соединений 50-й армии, ключевой стратегический пункт обороны на южных подступах к Москве — город Тулу — удалось удержать, а позднее переломить ход войны в ходе декабрьского контрнаступления советских войск под Москвой.
Лейтенант Г. М. Волнянский был похоронен на Всехсвятском кладбище в городе Туле 31 октября 1941 года.

## Награды
- Орден Ленина (посмертно)

## Память

Военный мемориал на Всехсвятском кладбище в Туле

С 1972 года Механический переулок города Тулы назван в его честь — улицей Волнянского. Приказом Министра Обороны СССР № 219 от 30 августа 1977 года зачислен навечно в списки первой батареи первого дивизиона войсковой части 51025 (108-й зенитно-ракетный Тульский полк). На территории части ему установлен памятник.
В 1980 году к 35-й годовщине победы в Великой Отечественной войне на проспекте Ленина, между домами № 115 и № 113, где находится перекрёсток с улицей Волнянского, установлен памятный знак «Здесь проходил передний край обороны Тулы», выполненный в виде фрагмента кремлёвской стены.

## Оценки и мнения
По воспоминаниям бывшего политрука М. И. Сизова:

Было нас немного. Всего двадцать один человек: командир взвода лейтенант Григорий Матвеевич Волнянский, командиры орудий ефрейторы Фёдор Никитович Никитенко и Иван Герасимович Казак, наводчики красноармейцы Беспалов и Шведов, заряжающие красноармеец Александр Васильевич Волокиткин и замполитрука Василий Федосеевич Шейко, бойцы орудийной прислуги ефрейторы Сиренко и Жарков, красноармеец Евдокимов, разведчики красноармейцы Колобашкин, Арифметиков, Голуб и другие. Командиру группы Волнянскому только что исполнилось двадцать лет…
[Волнянский] произвёл топографические расчеты, заранее обсудил с командирами орудий и наводчиками возможные варианты боя, с утра до позднего вечера отрабатывал с ними приемы стрельбы по наземным целям.

Из наградного листа Г. М. Волнянского:

Погиб смертью героя при борьбе с германским фашизмом 30 октября 1941 г. в 8 час. 50 мин.
Под руководством бесстрашного, преданного делу партии молодого командира взвод утром 30 октября встретил огнём колонну вражеских танков в количестве 40 машин, которая шла по Орловскому шоссе к городу Тула. Благодаря умению и мужеству, презрению к смерти и героизму лейтенанта Волнянского ни один танк в город не прошёл. Двумя 85-мм орудиями прямой наводкой в упор разбито 14 танков противника. Остальные рассеяны и повернули обратно.
Командир полка майор Бондаренко

Комиссар полка батальонный командир Морозкин

Командир 732-го зенитного артиллерийского полка М. Т. Бондаренко:

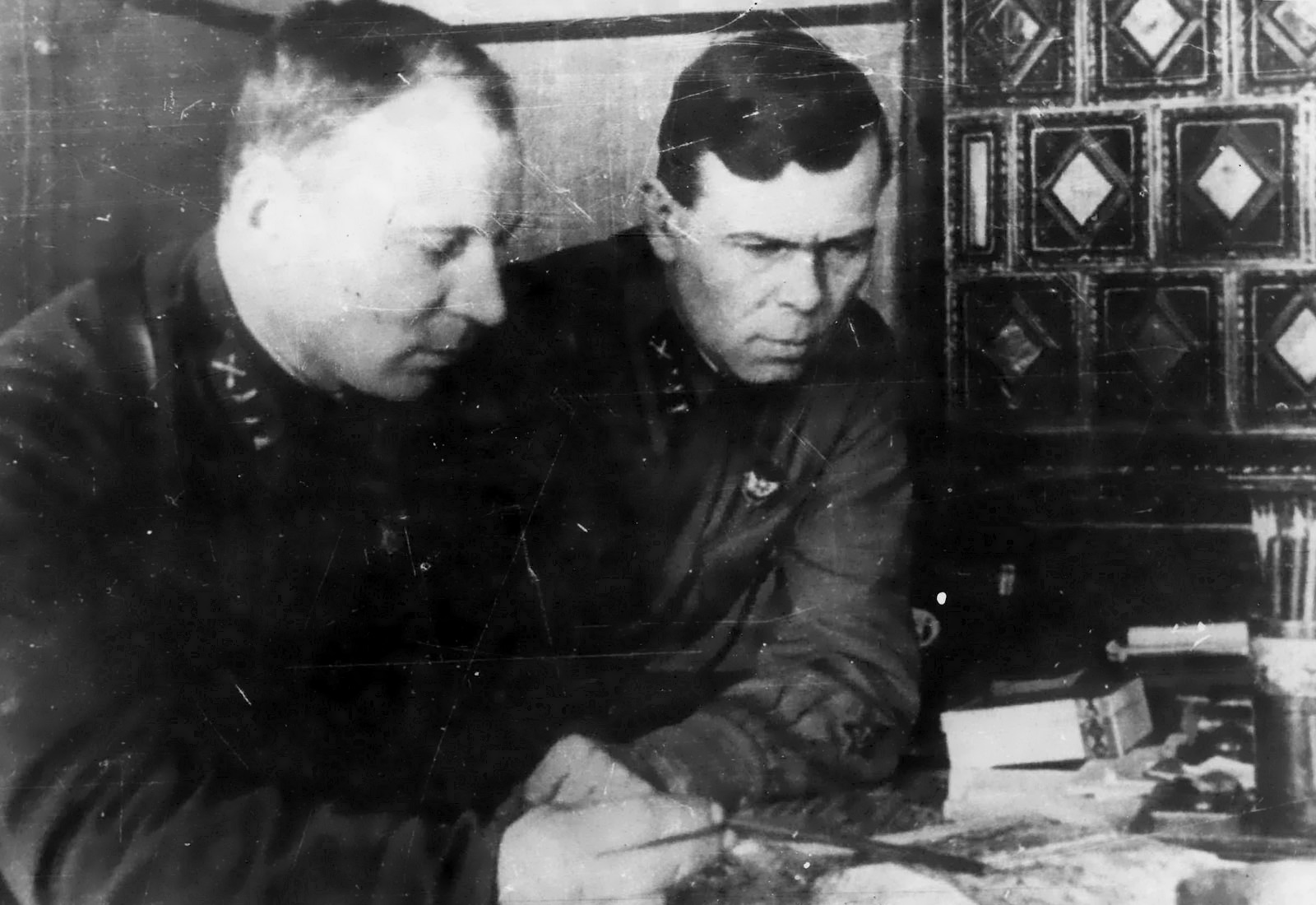
Командир 732-го зенитно-артиллерийского полка полковник М. Т. Бондаренко и комиссар полка, старший батальонный комиссар Г. И. Морозкин. Тула (октябрь — ноябрь 1941)

…Главную ударную силу в борьбе с танками врага представлял 732-й зенитный артиллерийский полк…

Сами болванки не могли взрываться, иначе они не принесли бы танкам никакого вреда… Имея приличную массу и большую начальную скорость, 85-мм бронебойный снаряд пробивал насквозь все типы танков, выпущенных заводами Германии в 1940—41 годах. Обычно трассирующий состав поджигал пары бензина внутри немецких танков — они работали на бензиновом топливе, а наши — на дизельном. Когда болванка попадала в стык корпуса и башни, последняя отлетала в сторону. Если же пробивала башню спереди и ударялась в заднюю стенку, она срывалась со сварных швов и отлетала на 15—20 метров…